# Canini
Canini – plemię ssaków drapieżnych z podrodziny Caninae w obrębie rodziny psowatych (Canidae). Psy różnią się od lisów większymi kłami i łamaczami, okrągłymi źrenicami, większą wytrzymałością w pogoni za zdobyczą, występowaniem stałej czołowej zatoki, szerszej czaszki, u większych psów obecny jest grzebień strzałkowy na potylicy. 

## Podział systematyczny
Do plemienia należą następujące rodzaje (9 rodzajów występujących współcześnie i 1 rodzaj wymarły po 1500 roku):
- Chrysocyon C.H. Smith, 1839 – pampasowiec – jedynym żyjącym współcześnie przedstawicielem jest Chrysocyon brachyurus (Illiger, 1815) – pampasowiec grzywiasty
- Dusicyon C.H. Smith, 1839 – wilczak – takson wymarły
- Speothos P.W. Lund, 1839 – pakożer – jedynym współcześnie występującym przedstawicielem jest Speothos venaticus (Lund, 1842) – pakożer leśny
- Atelocynus Cabrera, 1940 – wilczek – jedynym przedstawicielem jest Atelocynus microtis (P.L. Sclater, 1883) – wilczek krótkouchy
- Cerdocyon C.H. Smith, 1839 – majkong – jedynym współcześnie występującym przedstawicielem jest Cerdocyon thous (Linnaeus, 1766) – majkong krabożerny
- Lycalopex Burmeister, 1854 – nibylis
- Lupulella Hilzheimer, 1906
- Lycaon Brookes, 1827 – likaon – jedynym współcześnie występującym przedstawicielem jest Lycaon pictus (Temminck, 1820) – likaon pstry
- Cuon B.H. Hodgson, 1838 – cyjon – jedynym współcześnie występującym przedstawicielem jest Cuon alpinus (Pallas, 1811) – cyjon rudy
- Canis Linnaeus, 1758 – wilk

Opisano również rodzaje wymarłe w czasch prehistorycznych:
- Aenocyon J.C. Merriam, 1918[21]
- Cynotherium Sardiati, 1857[22]
- Eucyon Tedford & Qiu Zhanxiang, 1996[23]
- Nurocyon Sotnikova, 2006[24] – jednym przedstawicielem był Nurocyon chonokhariensis Sotnikova, 2006
- Prototocyon Pohle, 1928[25]
- Theriodictis Mercerat, 1891[26]
- Xenocyon M. Kretzoi, 1938[27]